# LaBelle (Florida)
LaBelle település az Amerikai Egyesült Államok Florida államában, Hendry megyében, melynek megyeszékhelye is. Lakosainak száma 4966 fő (2020. április 1.).

## Népesség
A település népességének változása:
| Lakosok száma | 4210 | 4640 | 4966 |
|               | 2000 | 2010 | 2020 |